# Marina (I Trilli)
Marina è un album del gruppo I Trilli pubblicato nel 1983 dalla Activ Special. Si tratta della riedizione dell'album precedente con altro titolo e una differente disposizione nell'ordine delle canzoni.

## Tracce
Lato A
1. Marina (Rocco Granata)
2. Siciliana (Franco Li Causi)
3. I tuoi capricci (Franco Migliacci, Luis Enriquez Bacalov)
4. Capodanno (F. Sandi, G. Zullo)
5. Brinderò (F. Sandi, G. Zullo)

Lato B
1. Ballo di Simone (Gianni Sanjust, Elliot Chiprut, Lucio Lepore)
2. Serenata genovese (Bruno Bergonzi)
3. L'edera (Saverio Seracini, Vincenzo D'Acquisto)
4. Una fetta di limone (Giorgio Gaber, Renato Angiolini, Umberto Simonetta)
5. Firenze sogna (Cesare Cesarini)